# 国際FSA拳真館
国際F.S.A拳真館（こくさいえふえすえーけんしんかん）とは、日本のフルコンタクト空手団体の一つ。1996年10月創設。館長は羽山威行。
「F.S.A」とは、フルコンタクト(Full Contact)、サブミッション(Submission)、アーツ(Arts)のアクロニムである。

## 概要
少林寺拳法連盟に所属していた羽山威行が、少林寺拳法より独立して設立したフルコンタクト空手団体である。通常のフルコンタクト空手ルールの試合のほかに、この団体独自の特徴として、防具着用の上で、手による顔面攻撃およびスタンディングでの関節技を認めている「ケイオス空手」と呼ばれる試合が存在する。グローブ空手（ボクシンググローブを着用した顔面攻撃有の空手）の試合も行われている。
海外に多数の支部を持つ。
一時期、ミャンマーのラウェイを彷彿とさせる防具を着用せず素手（バンデージのみ着用可）での顔面攻撃を認めた「ケイオス・マッドマックス」という興行を開催していた。

## 主要選手
- 佐藤真之 - 士道館全日本空手道選手権準優勝の実績を持つ。ラウェイルールでの試合経験もある。拳真館主催興行では士魂村上塾所属のモハン・ドラゴンとグローブを付けずにバンデージだけを巻くルールで対戦し、パンチでKO勝利を収めたことがある。